# Polyura moori
Polyura moori är en fjärilsart som beskrevs av William Lucas Distant 1883. Polyura moori ingår i släktet Polyura och familjen praktfjärilar. Inga underarter finns listade i Catalogue of Life.

## Bildgalleri

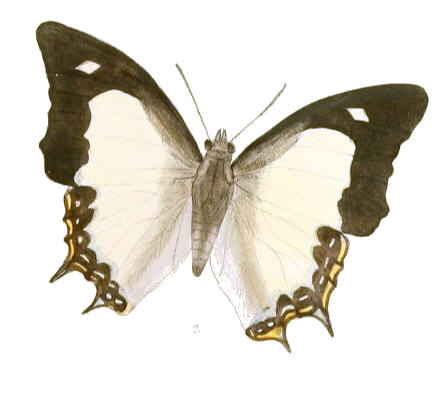
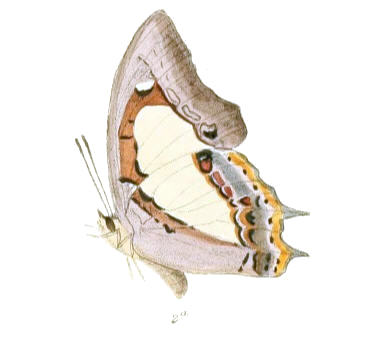
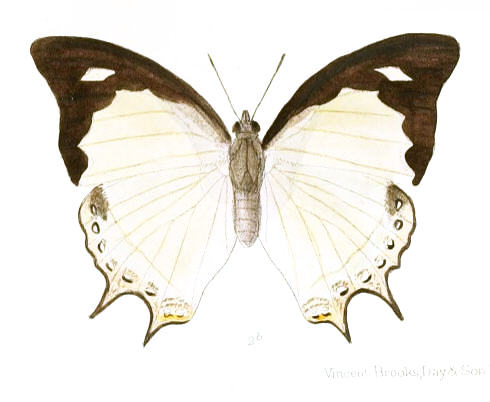